# Marö (Gemeinde Schildorn)
Marö ist ein kleiner Ort im Innviertel von Oberösterreich und gehört zur Gemeinde Schildorn im Bezirk Ried im Innkreis.

## Geographie
Der Ort befindet sich etwa 8 Kilometer südlich von Ried im Innkreis, am Nordrand des Hausruck-und-Kobernaußerwald-Zuges zum Innviertler Hügelland (südliches Innviertel). Er liegt etwa 1 Kilometer südlich des Orts Schildorn direkt beim Dorf Ebersau auf um die 530 m ü. A. Höhe, links am Bach Schildorngraben, einem Nebenbach der Oberach, die bei Ried der Antiesen zufließt.
Die Ortschaft Marö umfasst 5 Adressen mit etwa 15 Einwohnern.
| Brandstatt (Gem. Waldzell)   | Schildorn                                   |         |
| Bleckenwegen (Gem. Waldzell) | Kompassrose, die auf Nachbargemeinden zeigt | Ebersau |
| Edthelm (Gem. Waldzell)      |                                             |         |

## Geschichte
Der Name kommt von althochdeutsch marcha ‚Grenze, Grenzzeichen‘, als Flurname wohl zu derjenigen zum einst klösterlichen Besitz Waldzell.
Vor Ort spricht man „Mari“ (Maribauer/Pauli in Mari).
Im Franzisceischen Kataster (um 1830) wird die Ortslage als Spitzer geführt, die Gründe südlich hießen Krauthaferwiesen und dann Gugelland.
Marö gehörte zur Ortschaft Ebersau (ehemals Hnr. 23, 27–30).
Seit der Adressreform der Gemeinde 1. Juli 2008 haben die Häuser auch die Adresse Marö (Hnr. 1 bis 5), und bilden eine der 23 neuen Ortschaften.

## Nachweise
- 41229 – Schildorn. Gemeindedaten der Statistik Austria

1. 1 2 3 4  Straßen-, Ortschafts- und Hausnummernverzeichnis Gemeinde Schildorn. (Memento des Originals vom 7. September 2014 im Internet Archive)  Info: Der Archivlink wurde automatisch eingesetzt und noch nicht geprüft. Bitte prüfe Original- und Archivlink gemäß Anleitung und entferne dann diesen Hinweis. (PDF) schildorn.at, Broschüre, Version vom 1. Juli 2008, insb. Tabelle Haushaltsverzeichnis sortiert nach neuen Adressen: Marö, S. 53; abgerufen am 3. September 2014.
2. 1 2  Ortschaften. Statistik Austria (Download der aktuellen Ortschaftsliste)
3. 1 2  2001 im Ortsverzeichnis nicht geführt; siehe Volkszählung vom 15. Mai 2001 – Einwohner nach Ortschaften. (PDF) Registerzählung vom 31.10.2011 – Einwohner nach Ortschaften. (PDF) abgerufen am 3. September 2014; und Ortsverzeichnis, Band Öberösterreich, alte Ausgaben, alle Statistik Austria.
4. ↑  Gemeinde Schildorn (Hrsg.): 1100 Jahre Schildorn 903–2003. Ein Heimatbuch. Schildorn 2003, 16 Historisches Ortsnamenverzeichnis: Ebersau, S. 300, Sp. 2 (eReader, fbas.net).
5. 1 2  1100 Jahre Schildorn. Heimatbuch. insb. 16 Häuserchronik: Ebersau, S. dort 228, 230 f. (eReader fbas.net – Die Einwohner sind meist erst aus dem Ende des 18. Jahrhunderts überliefert. 1811 brannte der Pfarrhof ab, wodurch das Pfarrarchiv vernichtet wurde, daher sind die Kenntnisse lückenhaft.).
6. ↑  Urmappe (als Layer online bei DORIS diverse Kartenthemen, etwa Erste Landesaufnahmen,  Urmappe quality insb. Kulturatlas).
7. ↑  Wissenswertes: Zahlen & Fakten. (Memento des Originals vom 7. September 2014 im Internet Archive)  Info: Der Archivlink wurde automatisch eingesetzt und noch nicht geprüft. Bitte prüfe Original- und Archivlink gemäß Anleitung und entferne dann diesen Hinweis. schildorn.at; abgerufen am 3. September 2014.